# Battuta di pesca
Battuta di pesca (Down and Outing) è un film del 1961 diretto da Gene Deitch. Il film è il centosedicesimo cortometraggio della serie Tom & Jerry e il secondo dei tredici a essere stato prodotto nello studio Rembrandt Films situato a Praga, capitale della Cecoslovacchia (oggi Repubblica Ceca), ed è stato distribuito il 26 ottobre 1961. Questo cortometraggio segna il debutto di Clint Clobber.

## Trama
Tom vive ora con Clint Clobber, e i due vanno a pescare, mentre Jerry li segue di nascosto. Dopo un rocambolesco viaggio in automobile, i tre arrivano a un lago e prendono una barca, dove Tom butta in acqua Jerry. Più tardi Tom e Clint pescano insieme e il topo, per vendicarsi, attacca l'amo della canna da pesca di Tom a una scarpa di Clint, per poi tirare la lenza, inducendo il gatto a credere che un pesce abbia abboccato. Tom avvolge il filo, ma scopre ben presto di aver "pescato" Clint, che lo picchia violentemente. Nel finale quest'ultimo e Jerry pescano tranquillamente e buttano i pesci in faccia a Tom che, legato in una bacinella, non può fare altro che piangere per l'esasperazione.